# Solemya parkinsonii
Solemya parkinsonii is een tweekleppigensoort uit de familie van de Solemyidae. De wetenschappelijke naam van de soort is voor het eerst geldig gepubliceerd in 1874 door E. A. Smith.